# جذر دالة (تحليل مركب)
في التحليل المركب نقول عن a أنه جذر أو صفر لدالة تامة الشكل f إذا كان a عددًا مركبًا يحقق {\displaystyle f(a)=0} .

## درجة الجذر المركب
نقول عن a أنه صفر بسيط للدالة تامة الشكل f إذا كان بالإمكان كتابة f على الشكل 
{\displaystyle f(z)=(z-a)g(z)\ {\mbox{and}}\ g(a)\neq 0.\,}
ونقول عن a أنه صفر مركب من الدرجة n للدالة تامة الشكل f إذا كان بالإمكان كتابة f بالشكل
{\displaystyle f(z)=(z-a)^{n}g(z)\ {\mbox{and}}\ g(a)\neq 0.\,}

## وجود الجذر المركب
المبرهنة الأساسية في الجبر تقول إن أي دالة كثيرة الحدود وغير ثابتة وذات متحولات مركبة تملك على الأقل صفرا واحدا في الفضاء المركب. غير أن بعض الدوال كثيرة الحدود ذات المتحولات الحقيقة قد لا تملك صفرا حقيقيا، ومثال على ذلك الدالة f(x) = x2 + 1

## خواص
إن كل صفر مركب من مجموعة أصفار دالة كثيرة حدود يكون معزولا. أي أن هناك قرص صغير يحيط بكل صفر مركب للدالة كثيرة الحدود لا يحوي أصفارا أخرى للدالة.

## انظر
- جذر دالة
- معيار نايكست للاستقرارية
- قطب (تحليل مركب)